# Royal Charles (Schiff, 1673)
Die Royal Charles war ein 100-Kanonen-Linienschiff (Dreidecker) der englischen bzw. britischen Marine, das von 1673 bis 1767 in Dienst stand.

## Allgemeines
Die spätere Royal Charles wurde am 26. April 1671 bestellt und durch Anthony Deane entworfen und in der Marinewerft in Portsmouth gebaut, wo sie am 10. März 1673 vom Stapel lief. Sie war das zweite Schiff diesen Names, nachdem der erste Royal Charles, die 1667 von den Niederländern bei dem Überfall im Medway im Rahmen des zweiten Englisch-Niederländischen Krieges gekapert wurde.
Nachdem das Haus Stuart in der Glorious Revolution den Thron verlor, wurde das Schiff 1691–1693 in den Woolwich Dockyards erneuert und in Queen umbenannt. 1715 wurde das Schiff ein weiteres Mal renoviert und segelte zunächst als Royal George, ab 1756 als Royal Anne. 1767 wurde das Schiff endgültig abgewrackt.
Der Neubau der Royal Charles von 1673 wird als stark rollend beschrieben. Deshalb zog ihr Flaggoffizier, Prince Rupert, während der Seeschlacht vor Schooneveld auf ein anderes Schiff um. Im Rahmen der Erneuerungen wurde das Schiff erheblich umgebaut, so erhöhte sich die Tonnage beim Umbau im Jahr 1693 von 1443 tons auf 1658 tons und die Kiellänge wuchs um rund 10 m auf 52 m. Nach der Rekonstruktion von 1715 verdrängte das Schiff sogar 1801 tons.

## Technische Beschreibung

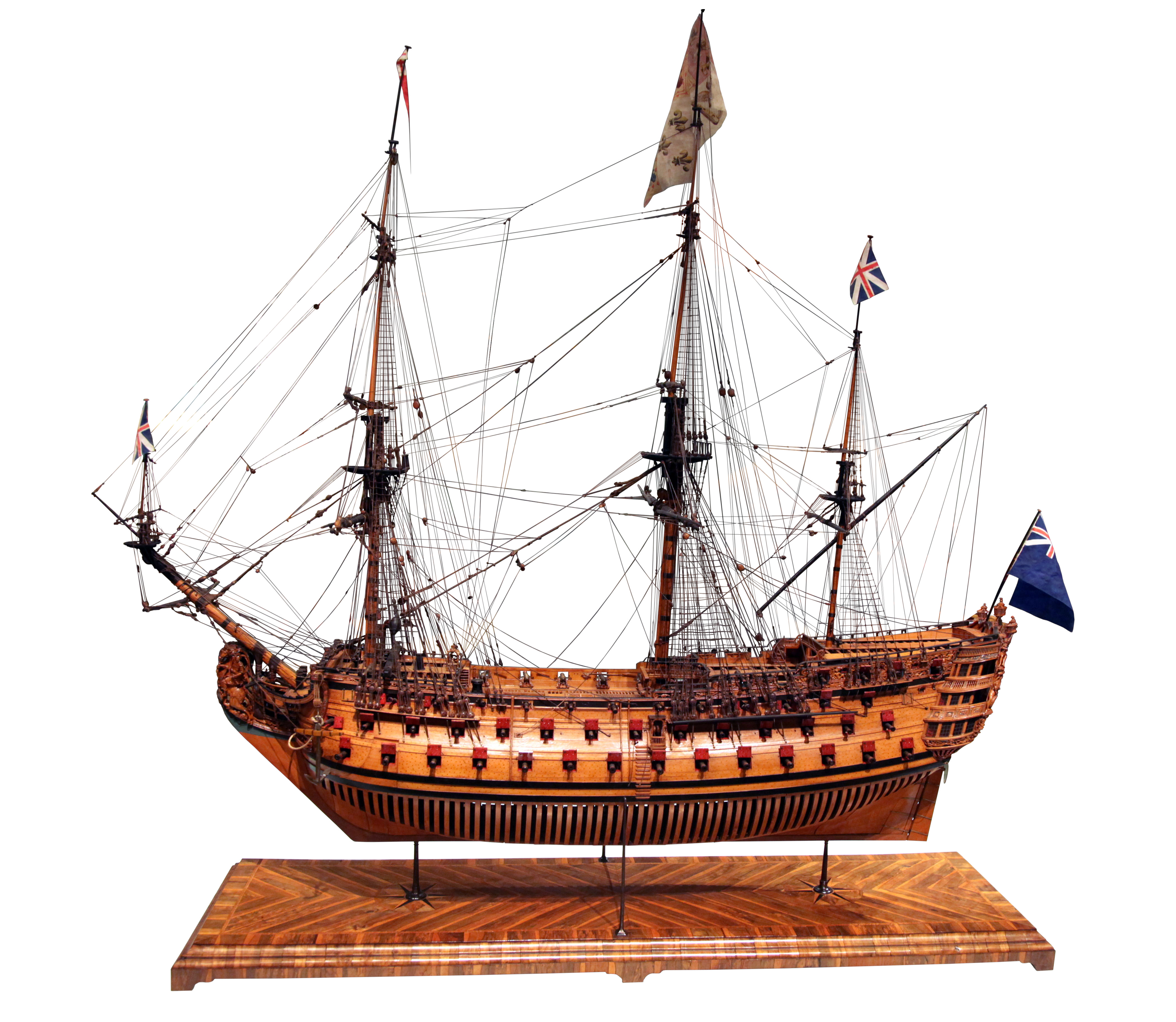
Modell eines britischen 100-Kanonen-Schiffes aus den 1710er Jahren

Die Royal Charles war als Batterieschiff mit drei durchgehenden Geschützdecks konzipiert. Sie war ein Rahsegler mit drei Masten (Fockmast, Großmast und Kreuzmast). Lediglich am Kreuzmast befand sich auf der untersten Position (Unterbesansegel) ein Lateinersegel. Auf der Spitze des Bugspriets war zudem noch eine Mars und ein weiterer kleiner Mast, der Sprietmast angebracht, an dem ebenfalls noch ein kleines Rahsegel gesetzt werden konnte.
Der Rumpf schloss im Heckbereich mit einem Heckspiegel, in den Galerien integriert waren, die in die seitlich angebrachten Seitengalerien mündeten. Diese waren aus Repräsentationsgründen durch zeitspeziefische Schnitzereien und Bildhauerarbeiten geschmückt. An der obersten Position des Heckspiegels befanden sich traditionell bis zu drei Hecklaternen. Die Beplankung des Schiffes war kraweel ausgeführt, das heißt, die Enden der Planken stießen stumpf aufeinander, so dass eine glatte Außenfläche entstand.
Da das Schiff im Laufe seines Lebens mehrmals Rebuild wurde, variieren die Schiffsmaße:
|         | Länge (Batteriedeck) | Länge (Kiel) | Breite  | Tiefgang | Vermessung           |
| ------- | -------------------- | ------------ | ------- | -------- | -------------------- |
| Design  |                      | 41,45 m      | 13,61 m | 5,56 m   | 1443 tons (bm)       |
| ab 1693 | 51,97 m              | 41,76 m      | 14,35 m | 5,49 m   | 1657 92⁄94 tons (bm) |
| ab 1715 | 52,35 m              | 42,37 m      | 15,01 m | 5,94 m   | 1800 84⁄94 tons (bm) |

### Bewaffnung
Die Bewaffnung bestand im Laufe ihrer Dienstzeit aus 100 Kanonen, wobei das Kaliber der Geschütze variieren konnte.
|        | Unteres Batteriedeck | Mittleres Batteriedeck | Oberes Batteriedeck | Backdeck      | Achterdeck     | Poopdeck      | Kanonen (Geschossgewicht) |
| ------ | -------------------- | ---------------------- | ------------------- | ------------- | -------------- | ------------- | ------------------------- |
| Design | 26 × Cannon of seven | 28 × Culverin          | 28 × Demi-Culverin  | 4 × Saker     | 10 × Saker     | 4 × 3-Pfünder | 100 Kanonen (439,22 kg)   |
| 1693   | 24 × Cannon of seven | 32 × Culverin          | 30 × Demi-Culverin  | 12 × Saker    | 12 × Saker     | 2 × 3-Pfünder | 100 Kanonen (438,081 kg)  |
| 1715   | 26 × 32-Pfünder      | 28 × 18-Pfünder        | 28 × 9-Pfünder      | 6 × 6-Pfünder | 12 × 6-Pfünder | –             | 100 Kanonen (381,847 kg)  |